# Carlos Gerber
Carlos Gerber (* 31. Oktober 1990 in Biel) ist ein schweizerisch-kap-verdischer Snowboarder. Er startet hauptsächlich in den Disziplinen Slopestyle und Big Air.

## Karriere
Gerber wuchs in Sonceboz-Sombeval als Sohn eines kapverdischen Vaters und einer Schweizer Mutter auf. Sein internationales Debüt hatte er 2012 bei den Schweizer Meisterschaften im Big Air, wobei er den 14. Rang belegte. Am 27. November 2014 erreichte er in Landgraaf mit Rang 3 seinen ersten Podestplatz im Europacup.
2015 nahm er erstmals an einer Snowboard-Weltmeisterschaft teil. Bei den Wettkämpfen am Kreischberg belegte er den 42. Platz im Big Air.
Am 7. Januar 2017 feierte Gerber sein Weltcupdebüt beim Big-Air-Wettbewerb in Moskau, wobei er mit Rang 8 auf Anhieb Weltcuppunkte gewinnen konnte. Dies ist auch zugleich sein bisher bestes Weltcupergebnis. Bei seinen zweiten Weltmeisterschaften wenige Monate später in der Sierra Nevada konnte er diese Leistungen nicht wiederholen. Er konnte sich gegenüber den vorangegangenen Weltmeisterschaften nur bedingt steigern, er erreichte den 41. Rang im Big Air. 
Am 19. April 2021 gab Gerber bekannt, in Zukunft für den kapverdischen Verband starten zu wollen. Gleichzeitig gab er als Ziel eine Teilnahme an den Olympischen Winterspielen in Peking an, dieses musste er jedoch aufgrund einer Verletzung aufgeben.
Seinen bisher letzten Wettkampf bestritt Gerber am 28. Januar 2022 in Crans-Montana, seitdem ist er als Wettkampfsportler nicht mehr in Erscheinung getreten.
Neben seiner sportlichen Laufbahn absolvierte Gerber eine Ausbildung zum Schreiner.

## Erfolge

### Weltmeisterschaften
- Kreischberg 2015: 42. Big Air
- Sierra Nevada 2017: 41. Big Air

### Weltcup
- 4 Platzierungen unter den besten 10

### Europacup
- Ein Podestplatz

### Weitere Erfolge
- 2 Platzierungen unter den besten 10 bei FIS-Wettkämpfen